# Вілярдієгуа-де-ла-Рибера
Вілярдієгуа-де-ла-Рібера (ісп. Villardiegua de la Ribera) — муніципалітет в Іспанії, у складі автономної спільноти Кастилія-і-Леон, у провінції Самора. Населення — 160 осіб (2010).

## Географія
Муніципалітет розташований на португальсько-іспанському кордоні.
Муніципалітет розташований на відстані близько 240 км на північний захід від Мадрида, 36 км на захід від Самори.

## Демографія
Динаміка населення (INE ):